# ريان كونروي
ريان كونروي (بالإنجليزية: Ryan Conroy)‏ (28 أبريل 1987 في المملكة المتحدة - ) هو لاعب كرة قدم بريطاني في مركز الدفاع. شارك مع منتخب اسكتلندا تحت 20 سنة لكرة القدم ومنتخب اسكتلندا تحت 21 سنة لكرة القدم. أما مع النوادي، فقد لعب مع ريث روفرز وكوين أوف ساوث ونادي بارتيك ثيسل ونادي دندي ونادي سلتيك.

## وصلات خارجية
- ريان كونروي على موقع قاعدة بيانات كرة القدم.إي يو (الإنجليزية)
- ريان كونروي على موقع Soccerbase.com (لاعب) (الإنجليزية)
- ريان كونروي على موقع Soccerway.com (الإنجليزية)
- ريان كونروي على موقع عالم كرة القدم.نت (الإنجليزية)